# Saemundssonia platygaster
Saemundssonia platygaster är en insektsart som först beskrevs av Henry Denny 1842.  Saemundssonia platygaster ingår i släktet Saemundssonia och familjen fjäderlöss. Arten är reproducerande i Sverige. Utöver nominatformen finns också underarten S. p. balati.